# Ferenc Havasi
Ferenc Havasi (* 20. Februar 1929 in Piszke, Komitat Esztergom, Königreich Ungarn; † 3. Juni 1993 in Tata, Komitat Komárom-Esztergom) war ein ungarischer Politiker der Partei der Ungarischen Werktätigen MDP (Magyar Dolgozók Pártja) sowie schließlich der Ungarischen Sozialistischen Arbeiterpartei MSZMP (Magyar Szocialista Munkáspárt), der unter anderem Vize-Ministerpräsident, ZK-Sekretär für Wirtschaft sowie Erster Sekretär der MSZMP-Stadtleitung von Budapest war. Auf dem XII. Parteikongress am 27. März 1980 wurde er zum Mitglied des Politbüro des ZK der MSZMP gewählt und gehörte diesem obersten Führungsgremium der Ungarischen Sozialistischen Arbeiterpartei bis zum 22. Mai 1988 an.

## Leben

### Ausbildung, Parteifunktionär und Vize-Ministerpräsident
Havasi, dessen Vater in der Zementfabrik in Lábatlan arbeitete, verließ mit 14 Jahren 1943 die Schule, um wie sein Vater in der Zementfabrik zu arbeiten, ehe er eine Berufsausbildung zum Maurer absolvierte. 1947 trat er der Bauarbeitergewerkschaft sowie 1948 der Partei der Ungarischen Werktätigen MDP (Magyar Dolgozók Pártja) als Mitglied bei. 1949 wurde er Parteisekretär im Zement- und Kalkwerk Lábatlan sowie 1950 Sekretär für Agitation und Propaganda der MDP-Stadtleitung von Tatabánya.
Nach einem einjährigen Studium an der Parteihochschule übernahm Havasi 1952 die Leitung der Agitprop-Abteilung und wurde dann zwischen 1954 und 1956 Zweiter Sekretär der MDP im Komitat Komárom-Esztergom. Nach einem Studium an der Parteihochschule der KPdSU in Moskau von 1958 bis 1961 kehrte er als Zweiter Sekretär der MDP im Komitat Komárom-Esztergom zurück, ehe er vom 8. Juni 1966 bis zum 4. Juli 1975 Erster Sekretär der MSZMP im Komitat Komárom-Esztergom war. Zugleich wurde er auf dem IX. Parteikongress am 3. Dezember 1966 zum Mitglied des Zentralkomitees (ZK) der MSZMP gewählt und gehörte diesem bis zum 22. Mai 1988 an.
Am 4. Juli 1975 wurde er Vize-Vorsitzender des Ministerrates und war damit bis zum 22. April 1978 Stellvertreter von Ministerpräsident György Lázár. Sein Aufstieg in die Budapester Zentrale Mitte der 1970er Jahre fällt mit der Entscheidung des Ersten Sekretär der MSZMP János Kádár zusammen, die 1973 vorübergehend gebremste Wirtschaftsreform neu zu beleben.

### ZK-Sekretär, Politbüromitglied und Parteichef von Budapest
Nach seinem Ausscheiden aus der Regierung wurde Havasi am 22. April 1978 ZK-Sekretär für Wirtschaft. Daneben war er Vorsitzender des Parteiausschusses für Wirtschaftspolitik sowie zwischen 1980 und 1985 Leiter der Arbeitsgruppe für die Volkswirtschaft und von 1980 bis 1987 Co-Vorsitzender der Arbeitsgruppe für Politik.
Auf dem XII. Parteikongress am 27. März 1980 wurde er zum Mitglied des Politbüro des ZK der MSZMP gewählt und gehörte diesem bis zum 22. Mai 1988 an. Er setzte zu Beginn der 1980er die entscheidenden Akzente in wirtschaftlichen Fragen, zum Teil auch verstärkt durch öffentliche Auftritte. Nach Volksmeinung gehörte er damit zum engen Kreis höchster Funktionäre, die das vorsichtige Pilotprogramm für den Gulaschkommunismus genannten spezifisch ungarischen Sozialismus als Nachfolger des damals 70 Jahre alten Kádár einmal fortsetzen könnten.
Zugleich wurde er am 8. Juni 1980 auch Abgeordneter des Parlaments (Országgyűlés) und vertrat anfangs den 1. Wahlkreis des Komitat Komárom-Esztergom. Danach wurde er vom 8. Juni 1985 bis zum 29. Juni 1988 über die Reserveliste der Patriotischen Volksfront HNF (Hazafias Népfront) zum Abgeordneten gewählt.
Da es ihm trotz Einsicht in die Notwendigkeit von Veränderungen nicht gelungen war, wirtschaftliche Reformen zu steuern, musste Havasi am 25. Juni 1987 jedoch als ZK-Sekretär für Wirtschaft zurücktreten. Er wurde Erster Sekretär der MSZMP-Stadtleitung von Budapest und trat als solcher am 9. Juni 1988 zurück.